# Llista d'asteroides/126001–126100
| Nom      | Designació provisional | Data de descobriment | Lloc de descobriment | Descobridor/s |
| -------- | ---------------------- | -------------------- | -------------------- | ------------- |
| 126001 - | 2001 YE46              | 18 de desembre, 2001 | Socorro              | LINEAR        |
| 126002 - | 2001 YL46              | 18 de desembre, 2001 | Socorro              | LINEAR        |
| 126003 - | 2001 YY46              | 18 de desembre, 2001 | Socorro              | LINEAR        |
| 126004 - | 2001 YB48              | 18 de desembre, 2001 | Socorro              | LINEAR        |
| 126005 - | 2001 YT49              | 18 de desembre, 2001 | Socorro              | LINEAR        |
| 126006 - | 2001 YS50              | 18 de desembre, 2001 | Socorro              | LINEAR        |
| 126007 - | 2001 YM51              | 18 de desembre, 2001 | Socorro              | LINEAR        |
| 126008 - | 2001 YN51              | 18 de desembre, 2001 | Socorro              | LINEAR        |
| 126009 - | 2001 YQ51              | 18 de desembre, 2001 | Socorro              | LINEAR        |
| 126010 - | 2001 YC52              | 18 de desembre, 2001 | Socorro              | LINEAR        |
| 126011 - | 2001 YE52              | 18 de desembre, 2001 | Socorro              | LINEAR        |
| 126012 - | 2001 YT53              | 18 de desembre, 2001 | Socorro              | LINEAR        |
| 126013 - | 2001 YV55              | 18 de desembre, 2001 | Socorro              | LINEAR        |
| 126014 - | 2001 YV57              | 18 de desembre, 2001 | Socorro              | LINEAR        |
| 126015 - | 2001 YZ58              | 18 de desembre, 2001 | Socorro              | LINEAR        |
| 126016 - | 2001 YD59              | 18 de desembre, 2001 | Socorro              | LINEAR        |
| 126017 - | 2001 YY59              | 18 de desembre, 2001 | Socorro              | LINEAR        |
| 126018 - | 2001 YE60              | 18 de desembre, 2001 | Socorro              | LINEAR        |
| 126019 - | 2001 YA61              | 18 de desembre, 2001 | Socorro              | LINEAR        |
| 126020 - | 2001 YD61              | 18 de desembre, 2001 | Socorro              | LINEAR        |
| 126021 - | 2001 YG61              | 18 de desembre, 2001 | Socorro              | LINEAR        |
| 126022 - | 2001 YU61              | 18 de desembre, 2001 | Socorro              | LINEAR        |
| 126023 - | 2001 YX61              | 18 de desembre, 2001 | Socorro              | LINEAR        |
| 126024 - | 2001 YY62              | 18 de desembre, 2001 | Socorro              | LINEAR        |
| 126025 - | 2001 YG63              | 18 de desembre, 2001 | Socorro              | LINEAR        |
| 126026 - | 2001 YP63              | 18 de desembre, 2001 | Socorro              | LINEAR        |
| 126027 - | 2001 YW63              | 18 de desembre, 2001 | Socorro              | LINEAR        |
| 126028 - | 2001 YC64              | 18 de desembre, 2001 | Socorro              | LINEAR        |
| 126029 - | 2001 YQ64              | 18 de desembre, 2001 | Socorro              | LINEAR        |
| 126030 - | 2001 YM65              | 18 de desembre, 2001 | Socorro              | LINEAR        |
| 126031 - | 2001 YH66              | 18 de desembre, 2001 | Socorro              | LINEAR        |
| 126032 - | 2001 YP66              | 18 de desembre, 2001 | Socorro              | LINEAR        |
| 126033 - | 2001 YG67              | 18 de desembre, 2001 | Socorro              | LINEAR        |
| 126034 - | 2001 YL67              | 18 de desembre, 2001 | Socorro              | LINEAR        |
| 126035 - | 2001 YY67              | 18 de desembre, 2001 | Socorro              | LINEAR        |
| 126036 - | 2001 YX68              | 18 de desembre, 2001 | Socorro              | LINEAR        |
| 126037 - | 2001 YA69              | 18 de desembre, 2001 | Socorro              | LINEAR        |
| 126038 - | 2001 YK69              | 18 de desembre, 2001 | Socorro              | LINEAR        |
| 126039 - | 2001 YS69              | 18 de desembre, 2001 | Socorro              | LINEAR        |
| 126040 - | 2001 YW69              | 18 de desembre, 2001 | Socorro              | LINEAR        |
| 126041 - | 2001 YQ70              | 18 de desembre, 2001 | Socorro              | LINEAR        |
| 126042 - | 2001 YB71              | 18 de desembre, 2001 | Socorro              | LINEAR        |
| 126043 - | 2001 YE71              | 18 de desembre, 2001 | Socorro              | LINEAR        |
| 126044 - | 2001 YU71              | 18 de desembre, 2001 | Socorro              | LINEAR        |
| 126045 - | 2001 YD72              | 18 de desembre, 2001 | Socorro              | LINEAR        |
| 126046 - | 2001 YH72              | 18 de desembre, 2001 | Socorro              | LINEAR        |
| 126047 - | 2001 YW72              | 18 de desembre, 2001 | Socorro              | LINEAR        |
| 126048 - | 2001 YZ72              | 18 de desembre, 2001 | Socorro              | LINEAR        |
| 126049 - | 2001 YO74              | 18 de desembre, 2001 | Socorro              | LINEAR        |
| 126050 - | 2001 YW74              | 18 de desembre, 2001 | Socorro              | LINEAR        |
| 126051 - | 2001 YL75              | 18 de desembre, 2001 | Socorro              | LINEAR        |
| 126052 - | 2001 YS75              | 18 de desembre, 2001 | Socorro              | LINEAR        |
| 126053 - | 2001 YY76              | 18 de desembre, 2001 | Socorro              | LINEAR        |
| 126054 - | 2001 YJ77              | 18 de desembre, 2001 | Socorro              | LINEAR        |
| 126055 - | 2001 YD78              | 18 de desembre, 2001 | Socorro              | LINEAR        |
| 126056 - | 2001 YK79              | 18 de desembre, 2001 | Socorro              | LINEAR        |
| 126057 - | 2001 YR79              | 18 de desembre, 2001 | Socorro              | LINEAR        |
| 126058 - | 2001 YX79              | 18 de desembre, 2001 | Socorro              | LINEAR        |
| 126059 - | 2001 YG80              | 18 de desembre, 2001 | Socorro              | LINEAR        |
| 126060 - | 2001 YL80              | 18 de desembre, 2001 | Socorro              | LINEAR        |
| 126061 - | 2001 YX80              | 18 de desembre, 2001 | Socorro              | LINEAR        |
| 126062 - | 2001 YE81              | 18 de desembre, 2001 | Socorro              | LINEAR        |
| 126063 - | 2001 YH81              | 18 de desembre, 2001 | Socorro              | LINEAR        |
| 126064 - | 2001 YJ81              | 18 de desembre, 2001 | Socorro              | LINEAR        |
| 126065 - | 2001 YL81              | 18 de desembre, 2001 | Socorro              | LINEAR        |
| 126066 - | 2001 YU81              | 18 de desembre, 2001 | Socorro              | LINEAR        |
| 126067 - | 2001 YC82              | 18 de desembre, 2001 | Socorro              | LINEAR        |
| 126068 - | 2001 YG82              | 18 de desembre, 2001 | Socorro              | LINEAR        |
| 126069 - | 2001 YK82              | 18 de desembre, 2001 | Socorro              | LINEAR        |
| 126070 - | 2001 YW82              | 18 de desembre, 2001 | Socorro              | LINEAR        |
| 126071 - | 2001 YL84              | 18 de desembre, 2001 | Socorro              | LINEAR        |
| 126072 - | 2001 YQ84              | 18 de desembre, 2001 | Socorro              | LINEAR        |
| 126073 - | 2001 YZ84              | 18 de desembre, 2001 | Socorro              | LINEAR        |
| 126074 - | 2001 YE85              | 18 de desembre, 2001 | Socorro              | LINEAR        |
| 126075 - | 2001 YC86              | 18 de desembre, 2001 | Socorro              | LINEAR        |
| 126076 - | 2001 YV86              | 18 de desembre, 2001 | Socorro              | LINEAR        |
| 126077 - | 2001 YX86              | 18 de desembre, 2001 | Socorro              | LINEAR        |
| 126078 - | 2001 YL87              | 18 de desembre, 2001 | Socorro              | LINEAR        |
| 126079 - | 2001 YZ87              | 18 de desembre, 2001 | Socorro              | LINEAR        |
| 126080 - | 2001 YS88              | 18 de desembre, 2001 | Socorro              | LINEAR        |
| 126081 - | 2001 YE90              | 18 de desembre, 2001 | Socorro              | LINEAR        |
| 126082 - | 2001 YH90              | 18 de desembre, 2001 | Socorro              | LINEAR        |
| 126083 - | 2001 YX90              | 17 de desembre, 2001 | Palomar              | NEAT          |
| 126084 - | 2001 YB91              | 17 de desembre, 2001 | Palomar              | NEAT          |
| 126085 - | 2001 YN93              | 18 de desembre, 2001 | Kitt Peak            | Spacewatch    |
| 126086 - | 2001 YW94              | 17 de desembre, 2001 | Palomar              | NEAT          |
| 126087 - | 2001 YA95              | 17 de desembre, 2001 | Palomar              | NEAT          |
| 126088 - | 2001 YT95              | 18 de desembre, 2001 | Palomar              | NEAT          |
| 126089 - | 2001 YA96              | 18 de desembre, 2001 | Palomar              | NEAT          |
| 126090 - | 2001 YC97              | 17 de desembre, 2001 | Socorro              | LINEAR        |
| 126091 - | 2001 YD101             | 17 de desembre, 2001 | Socorro              | LINEAR        |
| 126092 - | 2001 YR101             | 17 de desembre, 2001 | Socorro              | LINEAR        |
| 126093 - | 2001 YU101             | 17 de desembre, 2001 | Socorro              | LINEAR        |
| 126094 - | 2001 YG102             | 17 de desembre, 2001 | Socorro              | LINEAR        |
| 126095 - | 2001 YM102             | 17 de desembre, 2001 | Socorro              | LINEAR        |
| 126096 - | 2001 YW103             | 17 de desembre, 2001 | Socorro              | LINEAR        |
| 126097 - | 2001 YC104             | 17 de desembre, 2001 | Socorro              | LINEAR        |
| 126098 - | 2001 YE104             | 17 de desembre, 2001 | Socorro              | LINEAR        |
| 126099 - | 2001 YF104             | 17 de desembre, 2001 | Socorro              | LINEAR        |
| 126100 - | 2001 YQ105             | 17 de desembre, 2001 | Socorro              | LINEAR        |